# يعقوب السروجي
الملفان مار يعقوب السروجي (بالسريانية: ܣܘܪܝܝܐ يعقوب سروگايا) (451 – 521) هو قديس لدى الكنائس المسيحية السريانية وشاعر ولاهوتي. يعتبر بجانب أفرام السرياني من أهم الشعراء السريان، حيث لا تزال أعماله تتلى بالقداديس الخاصة بالكنائس السريانية.

## سيرته
ولد يعقوب السروجي سنة 451 بمدينة قرطم غرب حران بتركيا حاليا لأب كاهن فتربى لكي يخلفه على رعيته. بدأ ينشيء القصائد منذ صغره وانظم لمدرسة الرها وهو في الخامسة عشر من عمره.
رسم أسقفا على بلدة بطنان التابعة للرها سنة ومنها أخذ لقبه. غير أن اسقفيته عليها لم تدم عليها سوى سنة وعشر أشهر. حيث وافته المنيّة وهو متنسك في قلايته.

## أعماله
عاش يعقوب السروجي في فترة عصفت فيها الانقسامات الكنسية، وتميز عن غيره من قادة الكنيسة بعدم الغوص في القضايا الخلافية فلم يتعرض للاضطهاد من قبل البيزنطيين كما حدث لغيره من السريان. واشتهر بكثره أشعاره وكتاباته حتى ابن العبري أن 70 ناسخا دأبوا على قصائده في فترة حياته، كما لاقت أشعاره رواجا عاليا ولا تزال العديد من أعماله محفوظة محفوظة بمتحف الفاتيكان والمتحف البريطاني.

## روابط خارجية
- يعقوب السروجي على موقع الموسوعة البريطانية (الإنجليزية)